# Pohybová hvězdokupa

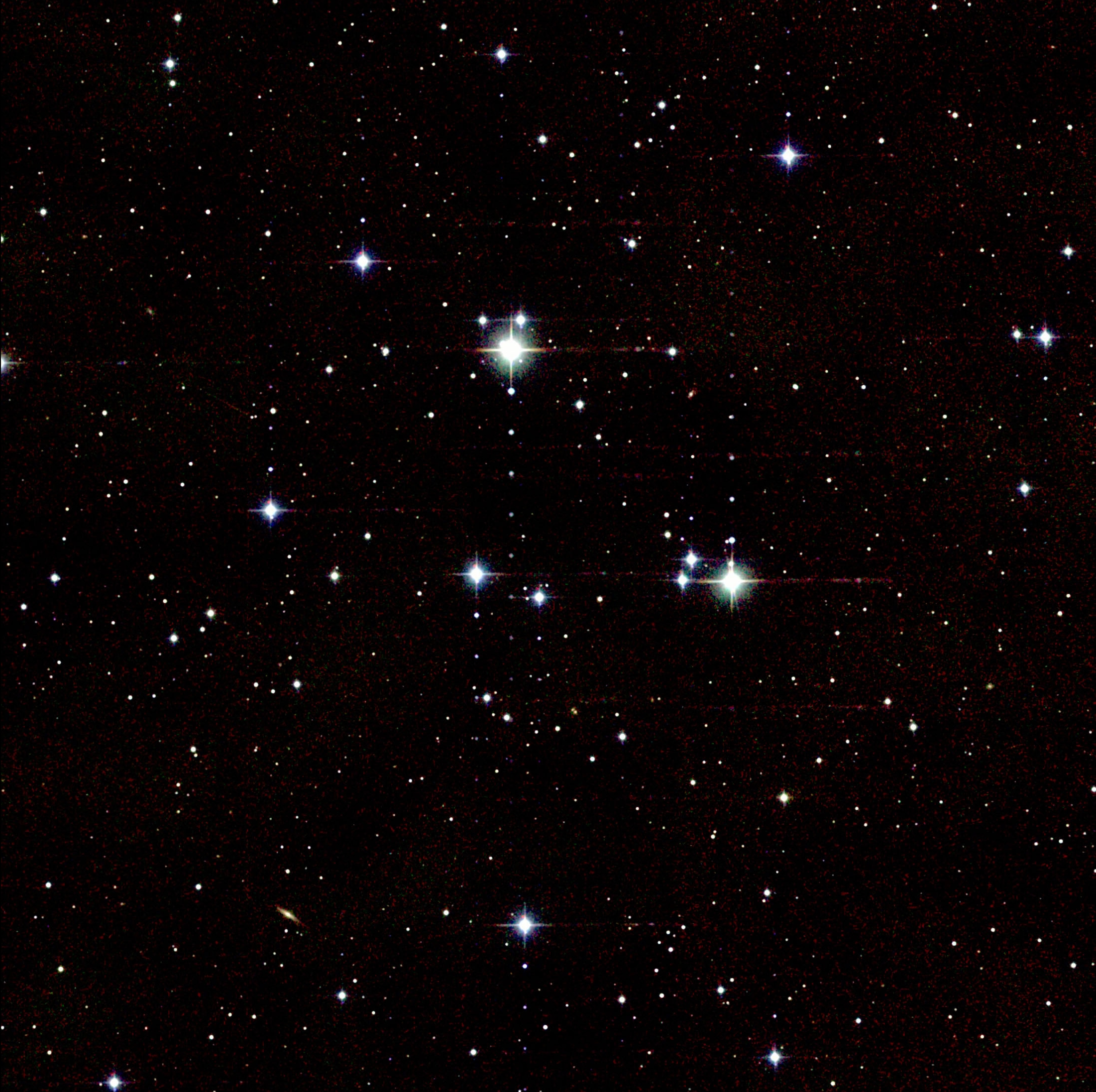
Příkladem pohybové hvězdokupy jsou například Jesličky

Pohybová hvězdokupa je otevřená hvězdokupa ve velmi pokročilém stadiu rozpadu. Toto volné sdružení hvězd, které obvykle nevytváří žádné nápadnější seskupení na obloze, se pohybuje v prostoru stejným směrem a stejnou rychlostí. Bod, k němuž hvězdy pohybové hvězdokupy směřují, se nazývá vertex hvězdokupy.
Nejznámější pohybové hvězdokupy jsou Hyády v souhvězdí Býka a Jesličky v souhvězdí Raka.